# Cleora fletcheri
Cleora fletcheri är en fjärilsart som beskrevs av Claude Herbulot 1976. Cleora fletcheri ingår i släktet Cleora och familjen mätare. Inga underarter finns listade i Catalogue of Life.